# Avia B.534
El Avia B.534 fue un caza biplano checoslovaco producido durante el período de entreguerras. El B.534 representaba la penúltima fase dentro de la evolución de esta clase de aviones, ya que todavía no estaba provisto del tren de aterrizaje retráctil característico de los últimos modelos de la época, tales como el Polikarpov I-153 y los cazas Grumman de la armada de los Estados Unidos. El Avia B.534 fue el avión checoslovaco más importante del periodo de entreguerras. Este sólido biplano tenía una maniobrabilidad sorprendente y excepcionales prestaciones. En los días de la crisis de los Sudetes, septiembre de 1938, equipaba 21 escuadrones de primera línea de las Fuerzas Aéreas Checoslovacas. También fue utilizado por las fuerzas aéreas búlgaras y eslovacas entre otras.

## Diseño y desarrollo

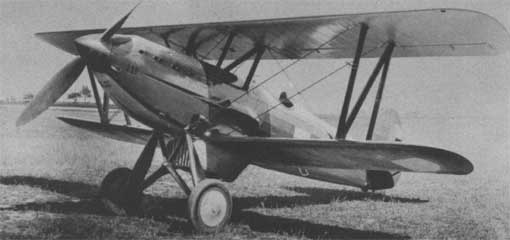
Primer prototipo del Avia B-534

El B.534 fue diseñado como un caza biplano con un motor en línea V12 Hispano-Suiza construido bajo licencia y tren de aterrizaje fijo. Las fuerzas aéreas de los años treinta eran reacias a abandonar el concepto de la maniobrabilidad de los biplanos ante la velocidad de los monoplanos; incluso ante la nueva y mejor tecnología. El éxito de los pilotos soviéticos con biplanos puede haber contribuido a esta reticencia; eran conocidos por deshacerse de las cabinas cerradas, prefiriendo sentir el viento en sus rostros. También eran menos costosos en su fabricación con las alas cubiertas de tela y tren de aterrizaje fijo.
El avión era un sesquiplano de alas decaladas y una sola sección, provisto de amplios montantes en "N" que sostenían el plano superior por encima del fuselaje ; tanto el plano superior como el inferior disponían de alerones. Los largueros de las alas estaban construidos con piezas de acero empernados y recubiertos de tela, mientras que el fuselaje, de líneas muy aerodinámicas, estaba construido a base de una estructura de tubo de acero ribeteada y atornillada, recubierta por paneles desmontables en la parte delantera y por un revestimiento de tela en la posterior. El empenaje iba arriostrado con montantes, el tren de aterrizaje tenía las patas principales independientes pero unidas por semiejes sujetos al fuselaje y, estaba provisto de amortiguadores hidráulicos. Además, el diseñador František Novotný incorporó un nuevo motor Hispano-Suiza 12Ydrs .
El primer prototipo designado B.534/1 voló en agosto de 1933, pilotado por Václav Koči; siendo trasferido al Instituto Militar de Estudios Aéreos  para realizar pruebas en septiembre en competición con los rivales Praga E.44 y Letov Š 231. El 10 de septiembre de 1933 fue mostrado al público por primera vez en el Día del Ejército del Aire. El segundo prototipo (B.534/2) tenía una cabina cerrada, un timón de dirección más largo y un tren de aterrizaje revisado al que se le habían incorporado ruedas carenadas. Este avión volado por el piloto de pruebas Kočí obtuvo el récord nacional checo de velocidad, alcanzando 365,74 km/h el 18 de abril de 1934.

## Producción, versiones
Las primeras entregas del B.534 a la Fuerza Aérea Checoslovaca comenzaron en octubre de 1935, y 445 habían sido terminados en 1938. La primera versión que entró en producción , el Avia B.534-II, se ajustaba fielmente al diseño del segundo prototipo, aunque la hélice metálica de aquel fue sustituida por una de madera, y la cabina era abierta como la del primer prototipo. Estos primeros aviones inicialmente estaban armados con cuatro ametralladoras de 7,92 mm vz.28. Dos se encontraban en el fuselaje a ambos lados del motor de una manera similar a la del Avia B.34 y dos podían ser instaladas en sendas carenas en el plano inferior. La producción total de esta versión ascendió a 147 unidades; cien fueron construidos por Avia y 37 y 10 lo fueron por Letov y Aero respectivamente; esta serie se diferenciaba de la anterior por llevar las cuatro ametralladoras en los costados del fuselaje, para ello, tuvieron que ampliarse sus carenas laterales. Bajo las alas se colocaron soportes para bombas ligeras, ya que este diseño se consideró apto para realizar ataques al suelo. Se encargaron a continuación 46 aviones B.534-III en 1936; estos aparatos tenían las ruedas carenadas y la toma de aire del carburador se situó más adelante, debajo del morro.
El siguiente fue el B.534-IV que incorporaba una cabina con cubierta deslizable hacia atrás, y un fuselaje con la sección trasera elevada, además de una nueva hélice metálica Letov (Hochfeld) Hd-43; algunos aparatos llevaban rueda de cola con soporte inclinado, sustituyendo el patín estándar. El ejército checo adquirió, en total, 253  ejemplares de esta versión. Los aviones de estas cuatro series fueron equipados con la versión construida bajo licencia del motor Hispano-Suiza 12Ydrs ; se trataba de un motor 12V cilindros refrigerado por líquido, con una capacidad de 36,05 l; sobre el terreno su potencia normal nominal fue de 836 cv (623 kW) y a su altitud operacional de 4000 m, podía llegar a 860 hp. El total de combustible era de 347 l que se repartían en dos tanques en el fuselaje de 90 y 257 l respectivamente.
El excelente desempeño de la aeronave quedó demostrado en una exhibición aérea en julio de 1937. El avión fue probado contra los mejores del mundo en la IV Reunión Aérea Internacional en el aeropuerto de Dübendorf a donde se desplazaron cuatro aviones. El B.534 entró en tres de las competiciones. En la primera de estas pruebas, ascenso y picado, un Bf 109 consiguió el primer puesto, seguido de un Henschel Hs 123 , el B.534 consiguió las siguientes tres posiciones. También se constató que el Avia era solo 11 km/h más lento que el Bf 109.
Después de la anexión de Checoslovaquia por el III Reich, 21 aviones Avia B-534 y 66 más en fase de montaje se actualizaron en la versión mejorada  Avia Bk.534, una versión armada con un cañón - por lo demás, idéntica a los aviones de la serie IV - entre los cilindros en "V" del moteur canon Hispano-Suiza 12Ycrs; se trataba de una modificación con eje de hélice hueco para permitir que un cañón de 20 mm disparara a través de la hélice y buje . Sin embargo, la dificultad de suministro de cañones de 20 mm tipo Oerlikon FF) o Hispano-Suiza HS.404, en aquellos momentos, obligó a instalar en muchos tres ametralladoras, dos en los costados del fuselaje y la tercera ocupando el lugar del cañón del motor.

## Historia operacional - Otros usuarios
En el momento de la crisis de los Sudetes, en septiembre de 1938, aparte de los dos usuarios (Grecia y Yugoslavia) y después de la ocupación alemana de Checoslovaquia, el Tercer Reich tomó el control de la República Checa parte de Checoslovaquia como protectorado de Bohemia y Moravia, dejando la parte "Eslovaca", la República Eslovaca , como un aliado menor. La Slovenské vzdušné zbrane (fuerza aérea eslovaca) del gobierno títere eslovaco fue quien utilizó por primera vez este aparato. Eslovaquia adquirió unos 80  B.534 y Bk.534 de la Fuerza Aérea Checa y rápidamente tuvo que usarlos contra Hungría durante la breve guerra fronteriza de 1939. Más tarde, tres escuadrones de B.534 apoyaron a la Luftwaffe durante la invasión de Polonia en septiembre de 1939 con el objetivo de recuperar territorios perdidos. Estos mismos escuadrones sirvieron con los alemanes en el frente ucraniano durante el verano de 1941, aunque a mediados de 1942, todas estas unidades fueron reequipadas, menos un escuadrón dedicado a tareas antipartisanos. Por su obsolescencia, falta de piezas de repuesto y la curiosa mezcla de combustible empleada por la antigua fuerza aérea checoslovaca (Bi-Bo-Li para aeroplanos: 44% de etanol, 44 % de benceno y 12 % de queroseno), fueron finalmente relegados para realizar tareas de entrenamiento. 
Durante el invierno de 1939-40 Bulgaria recibió 78 B.534 con los que equipó cinco escuadrones. El último lote de estos aviones fue entregado en marzo de 1942. Estos aviones permanecieron en territorio búlgaro y sus únicas salidas fueron el 1 de agosto de 1943, cuando algunos de estos aviones fueron capaces de hacer dos pases contra bombarderos estadounidenses Consolidated B-24 Liberator que regresaban de la desastrosa incursión de bombardeo Tidal wave (maremoto) contra las refinerías de petróleo rumanas de Ploiești. Se anotó éxitos, dañando algunos, pero, ningún B-24 fue derribado y algunos de los B.534 también recibieron daños en el combate y tuvieron que realizar aterrizajes forzosos.
Tras el golpe de Estado contra Alemania de 9 de septiembre de 1944, algunos B.534 fueron utilizados en ataques nocturnos contra unidades alemanas. El 10 de septiembre de 1944, seis B.534 estuvieron involucrados en un breve combate con seis Me 109 alemanes a baja cota. Un B.534 se perdió, pero los alemanes rápidamente rompieron el contacto, temerosos de la baja altitud y la maniobrabilidad del B.534.
La Luftwaffe utilizó otros B.534 y Bk.534 como aviones para entrenamiento avanzado y remolcadores de planeadores de entrenamiento de pilotos. Algunas unidades iban provistas de una cabina que permitía la visión global y otras llevaban gancho de parada al objeto de hacer pruebas de apontaje en la cubierta del portaaviones Graf Zeppelin que aunque fue botado, nunca llegó a terminarse.
Finalmente, durante la Insurrección nacional eslovaca los insurgentes utilizaron una heterogénea colección de todo tipo de aviones sobrantes, incluyendo tres B.534 que actuaron con escaso éxito desde el aeródromo de Tri Duby. El dos de septiembre de 1944, el sargento František Cyprich, justo después de probar un reparado B.534, derribó un transporte Junkers Ju 52 con insignias húngaras en su camino a una base en la Polonia ocupada. Fue a la vez la primera victoria para el levantamiento y la última victoria aire-aire de un biplano registrada. Como el levantamiento nacional eslovaco estaba desesperado por tener aviones disponibles, el sargento Cyprich fue ridiculizado por su coronel por no tratar de forzar al Ju 52 a tomar tierra y ser capturado en su lugar. Dos de ellos fueron más tarde destruidos en tierra en el transcurso de las incursiones de la Luftwaffe, y el tercero fue incendiado para evitar que cayera en manos alemanas cuando la base fue evacuada el 25 de octubre de 1944.
Grecia fue el único país donde los B-534 obtuvieron una exportación directa de Avia. Pero, no fueron comprados por la Fuerza Aérea Griega, sino por G. Koutarellis, un importante hombre de negocios, que compró dos B-534 de la segunda versión que fueron donados y entregados a las fuerzas aéreas el 18 de agosto de 1936. Recibieron los seriales ΔΚ1 y ΔΚ2 (en griego: "Donación de Koutarellis").  
El destino de los Avia es difícil de rastrear, ya que siempre figuraban como "Avia" junto con los cuatro (cinco, según otras fuentes) BH-33 , suministrados desde Yugoslavia un año antes. Probablemente fueron utilizados con ellos para fines de entrenamiento de combate.
Los seis Avia de los dos tipos estaban en servicio aún en la época de la Guerra greco-italiana . Como se distribuyeron a diferentes unidades de combate, probablemente solo se utilizaron como máquinas de enlace armadas. El 24 de enero de 1941 el ΔΚ1 sufre severos daños después de un aterrizaje forzoso; no se menciona de nuevo en los registros oficiales. El 19 de abril de 1941 el ΔΚ2 es destruido junto con otras aeronaves de la 24 Mira por Messerschmitt Bf 109E ametrallando el aeródromo de Amfikleia .

## Especificaciones técnicas (Avia B.534-IV)
Referencia datos: skytamer.com/Avia B.534

### Características generales
- Longitud: 8,20 m
- Envergadura: 9,40 m
- Altura: 3,10 m
- Peso vacío: 1460 kg
- Peso máximo al despegue: 2120 kg

### Rendimiento
- Velocidad nunca excedida (Vne): 405 km/h
- Velocidad crucero (Vc): 345 km/h
- Alcance: 580 km
- Techo de vuelo: 10 600 m
- Régimen de ascenso: 15 m/s
- Carga alar: 90,2 kg/m²

### Armamento
- Ametralladoras: 4× ZB vz. 30 cal. 7,92 mm, con cinta de 250-300 proyectiles

- Cañones: 1× de 20 mm (Bk.534)
- Puntos de anclaje: bastidores lanzabombas Pantof para cargar una combinación de:  
  - Bombas: Max. 6 de 20 kg

## Supervivientes
No hay ningún fuselaje auténtico sobreviviente, pero el notable Avia B.534 ha sido conmemorado mediante una copia exacta a escala natural, concluida en 1975 que está en exhibición en el Museo del Ejército y Fuerzas Aéreas de Praga-Kbely, República Checa. Una segunda réplica muy convincente, usando (como en el ejemplo de Kbely) algunas piezas originales, se muestra en el Museo Técnico Eslovaco en el Aeropuerto Internacional de Košice, Eslovaquia.

## Operadores
- Checoslovaquia
- Alemania
- Bulgaria
- Croacia
- Eslovaquia
- Grecia
- Hungría
- Rumania
- Unión Soviética
- Yugoslavia